# بوتوکونازول
بوتوکونازول (انگلیسی: Butoconazole) (با نام‌های تجاری Gynazole-1، Mycelex-3) یک داروی ضد قارچ از خانواده ایمیدازول‌ها است که در پزشکی زنان و زایمان استفاده می‌شود. این دارو به عنوان کرم واژینال تجویز می‌شود.